# Contra a Situação: Ensaios na História das Ideias
Contra a Situação: Ensaios na História das Ideias (título original em inglês: Against the Current: Essays in the History of Ideas) é uma colectânea de ensaios do filósofo e historiador das ideias Isaiah Berlin que viveu no século XX. Publicada em 1979, a colectânea foi editada por Henry Hardy e contou com uma introdução de Roger Hausheer. O livro reúne ensaios publicados anteriormente em que Berlin discute as ideias de dissidentes ideológicos que se opuseram ao pensamento dominante do seu tempo. Um amplo leque de personalidades são discutidas, incluindo Maquiavel, Giambattista Vico, Montesquieu, Alexander Herzen, Georges Sorel, Verdi e Moses Hess.
A colectânea representa o interesse de há muito tempo de Berlin em figuras que tiveram opiniões discordantes ou em minoria; mas que, apesar disso, são agora influências importantes no pensamento moderno. Ao dar relevo a estas personalidades, Berlin tenta abordar a questão dos desequilíbrios na história das ideias. Como Hausheer explica na introdução: "A cada passo em frente no nosso desenvolvimento colectivo, Berlin parece dizer, devemos fazer uma pausa para escutar as vozes que clamam em dissidência sujeitas a tortura, ou apenas objecto da crítica absoluta, quer cuidadosamente fundamentadas, quer brutamente rudimentares: perdemos muito ao ignorá-las, pois elas podem dizer-nos algo vital sobre nós mesmos."
A obra inclui o ensaio O Contra-Iluminismo publicado pela primeira vez em 1973. Neste ensaio Berlin explica a sua teoria de um Contra-Iluminismo. Berlin traça a ideologia de figuras como Giambattista Vico, da sua oposição aos ideais do Iluminismo para o surgimento do Romantismo e do Existencialismo.

## História da Publicação
- Berlin, Isaiah (2000). Against the Current: Essays in the History of Ideas. Princeton: Princeton University Press. ISBN 9780691090269
- Berlin, Isaiah (1979). Against the Current: Essays in the History of Ideas. London: Pimlico. ISBN 0-7126-6492-0